# Ambonplein
Het Ambonplein is een plein in Amsterdam-Oost.

## Geschiedenis en ligging
Het plein is gelegen in de Indische Buurt waar alle straten verwijzen naar topografische namen in Nederlands-Indië. Het is dan ook 27 juli 1923 dat het plein haar naam kreeg, een vernoeming naar Ambon. In 1980 vond er vanwege grootscheepse afbraak en stadsvernieuwing een herdefinitie plaats. Straten die het plein aandoen verwijzen ook naar Nederlandse-Indië: Sumatrastraat (Sumatra) en Ambonstraat. Het Ambonplein vormt voorts een scharnierpunt van twee andere pleinen, het Obiplein (Obi) en het Boniplein (vorstendom Boni). De wijk rond het plein werd rond 1923 volgebouwd met woninkjes. In schril contrast daarop staat het katholieke blok met de Gerardus Majellakerk van architect Jan Stuyt met een aanzienlijk groter bouwvolume. Het plein had van origine een plantsoen is het midden, vanaf 1949-1950 ingericht met speelplaats.
In 1927 deed koningin Wilhelmina der Nederlanden het plein aan in een rondrit door de stad. In 1934 was er net als in de Jordaan een oploop tegen een wijkbureau van de Nationaal-Socialistische Beweging, waarbij de politie waarschuwingsschoten moest lossen.

## Gebouwen
De bebouwing aan het plein viel bij de aanleg in vier gevelwanden uiteen. Overheersend aan het plein, maar ook binnen de wijk is de eerdere genoemde kerk inclusief grote koepel, met bijbehorende pastorie en school. Zij staat/staan aan de oostwand. De andere wanden betrof laagbouwwoningen met hier en daar een winkel- of bedrijfseenheid. Alles dateerde uit de jaren twintig. Rond 1980 voldeden die woningen en die van later datum (zie onder) niet meer. Alles werd gesloopt en vervangen door nieuwbouw. Alleen de kerk en pastorie bleven staan, ook een school behorend bij de kerk ging tegen de vlakte. Een deel van de nieuwbouw (huisnummers 2-46) werd ontworpen door Architectengroep '69, een ander deel door Hein van Meer.

### Bouwfraude
In de periode 1920 tot 1924 werd aan het plein een blok woningen gebouwd waarvoor rijkssubsidie werd verleend (aanmoediging van de verbetering der volkshuisvesting); het betrof aan het Ambonplein de huisnummers 1 tot en met 11 doorlopend naar de Palembangstraat. Al twee jaar na de oplevering begonnen de verzakkingen. Bouw- en Woningtoezicht controleerde de woningen regelmatig en op de grens van 1935/1936 werd geconstateerd dat er scheuren in de muren zaten, gevels begonnen te wijken, ramen sloten niet meer, alles stond schots en scheef met verzakkingen tot 30 cm. Regenwater had vrije toegang tot de huizen. In 1936 werd tot sloop besloten. Er werd nader onderzoek gedaan. Het bleek dat de bouwer van de paalfundering te korte heipalen had gebruikt (11 in plaats van 13 meter) en dat tijdens het heien sommige heipalen niet ongeschonden door het opgespoten zand waren gekomen, ze waren afgebroken en geknakt, waardoor de te dragen muren niet (meer) ondersteund werden. Dit werd nog eens versterkt doordat de palen die niet op een stevige laag stonden door de omringende inklinkende grond naar beneden werden gezogen (neerwaartse kleef).

### School
Op het plantsoen werd midden jaren tachtig (1984-1986) een schoolgebouw neergezet. Het ontwerp was van Herman Hertzberger in opdracht van de gemeente Amsterdam. Bijzonder is de trap op het westen; het is zowel toegang tot de school vanaf het plein, als een “tribune” vanaf de school richting speelplaats. Origineel werd het terrein niet omheind. Het speelterrein is niet alleen voorbehouden aan de schoolkinderen, maar ook aan kinderen van de buurt. Aansluitend op het schoolgebouw werd in 2005/2006 het speeltoestel Een transparante grens gebouwd. De erin gevestigde basisschool De Evenaar sloot begin 21e eeuw haar deuren om plaats te maken voor basisschool Al Jawhara en Partou peuteropvang.

## Kunst
Van 1950 tot circa 1980 was centraal op het plein in de categorie toegepaste kunst een zandbak van Aldo van Eyck geplaatst met daarin stapstenen. Ook heeft er enige tijd een klimtrechter van Van Eyck gestaan.
In 2022 zijn er drie uitingen van openbare kunst te vinden op het Ambonplein:
- Buurttafel Ambonplein van Carve
- Een transparante grens van Carve
- straatklinkers met mozaïeken aan de westkant.

## Afbeeldingen

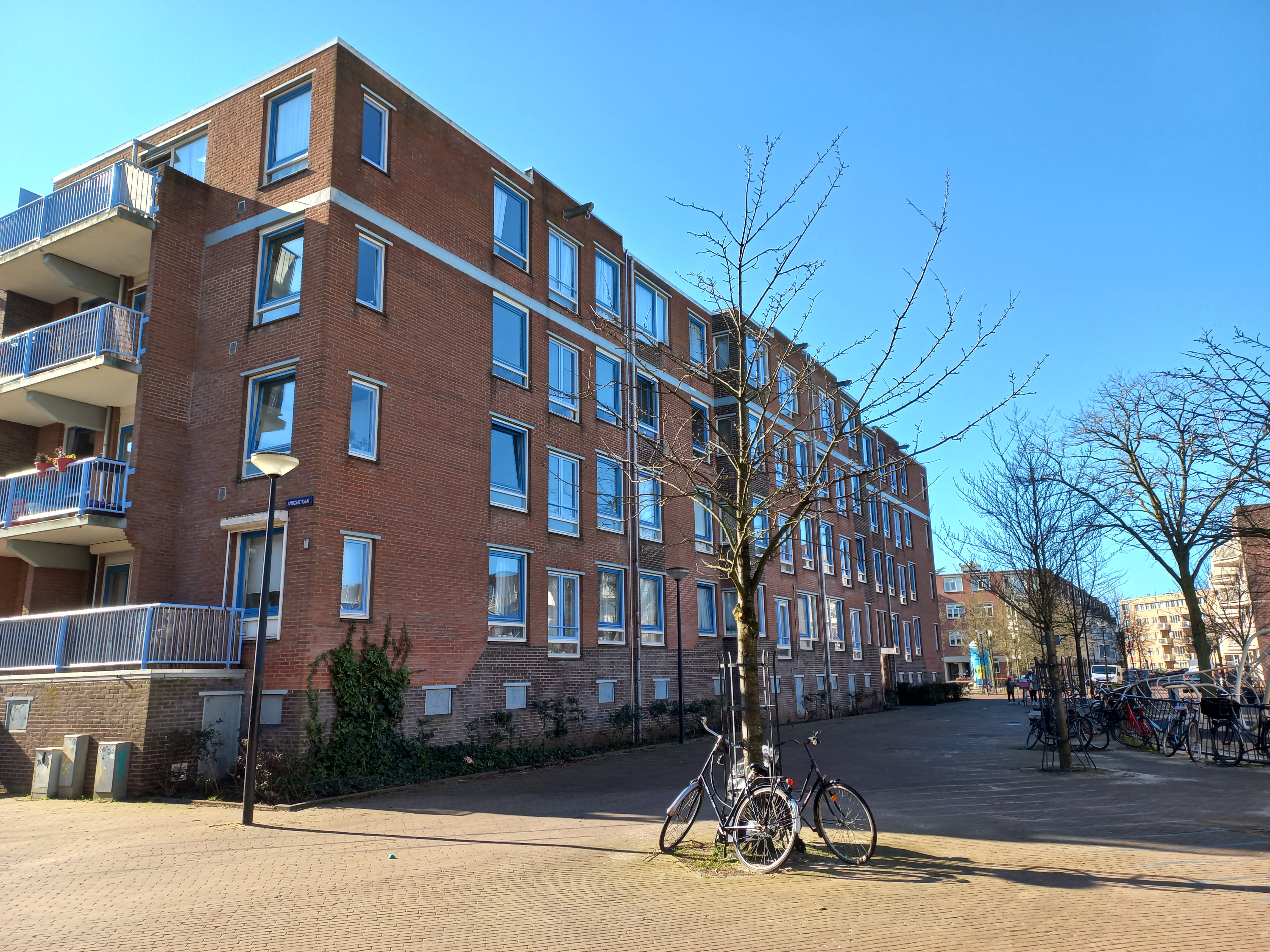
Zuidwand van het plein (februari 2022)
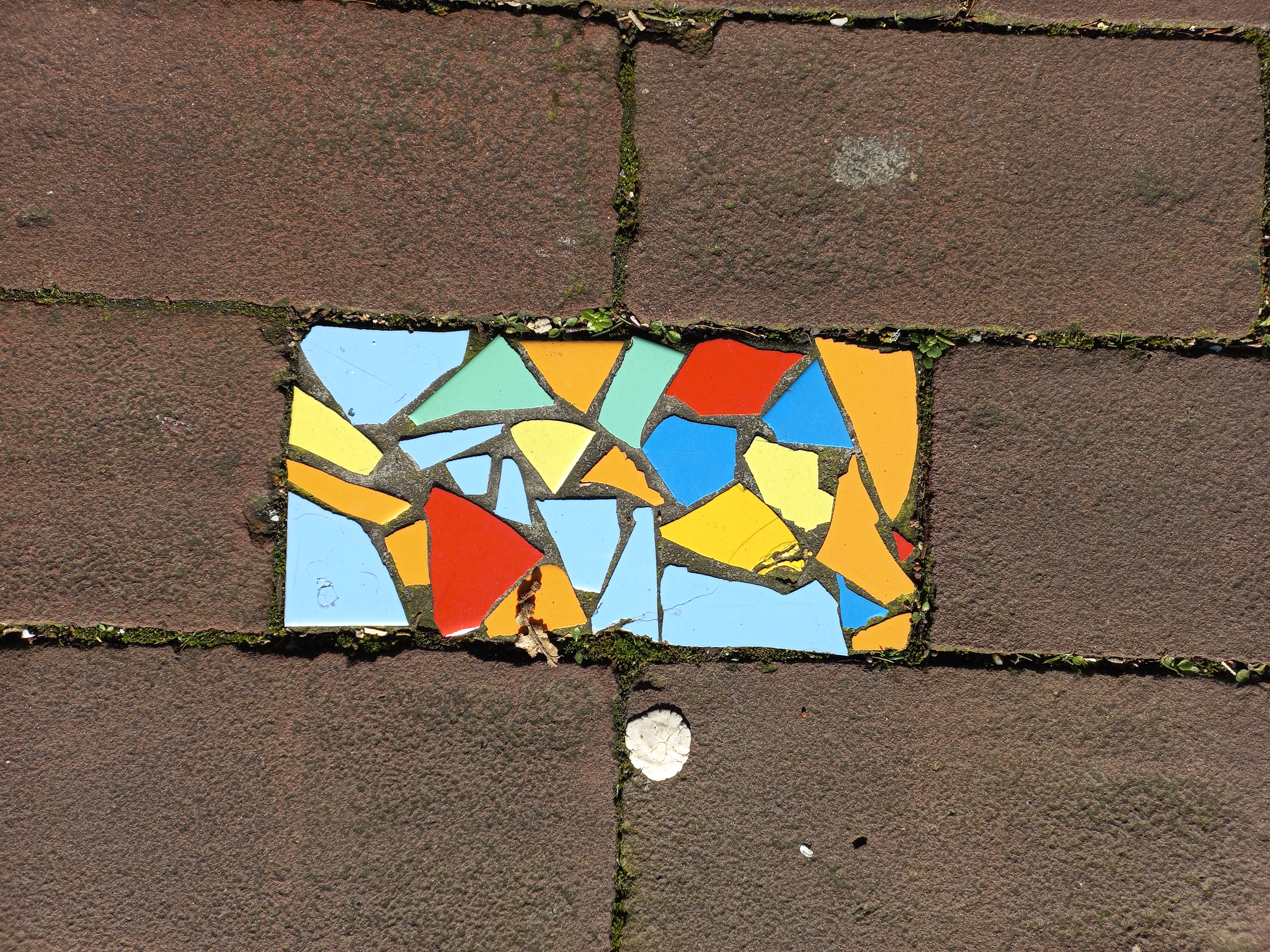
Mozaiekklinker (februari 2022)
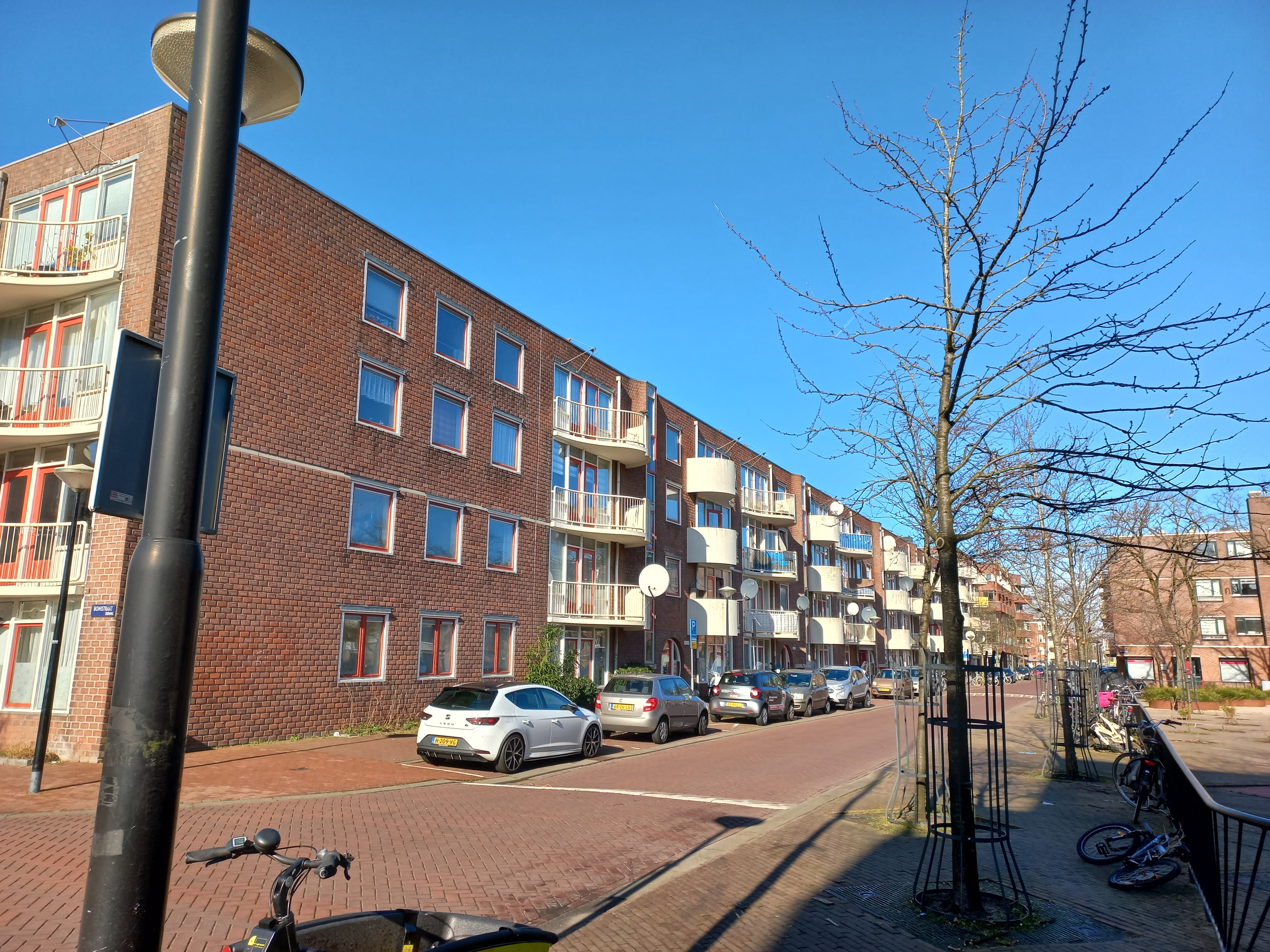
deel Architecten ’69 (februari 2022)